# NGC 5213
NGC 5213 este o radiogalaxie situată în constelația Fecioara. A fost descoperită în 30 aprilie 1864 de către Albert Marth.